# Macaranga salomonensis
Macaranga salomonensis är en törelväxtart som beskrevs av Lily May Perry. Macaranga salomonensis ingår i släktet Macaranga och familjen törelväxter. Inga underarter finns listade i Catalogue of Life.